# Patricia Puntous
Patricia Puntous (Montreal, 1963) es una deportista canadiense que compitió en triatlón. Ganó dos medallas de plata en el Campeonato Mundial de Ironman en los años 1983 y 1984. Su hermana gemela Sylviane también es una triatleta.

## Palmarés internacional
| Campeonato Mundial | Campeonato Mundial      | Campeonato Mundial | Campeonato Mundial |
| Año                | Lugar                   | Medalla            | Prueba             |
| ------------------ | ----------------------- | ------------------ | ------------------ |
| 1983               | Hawái ( Estados Unidos) | Medalla de plata   | Individual         |
| 1984               | Hawái ( Estados Unidos) | Medalla de plata   | Individual         |